# Александровський район (Томська область)
Алекса́ндровський район (рос. Александровский район) — адміністративна одиниця Томської області Російської Федерації.
Адміністративний центр — село Александровське.

## Населення
Населення району становить 7934 особи (2019; 8686 у 2010, 10136 у 2002).

## Адміністративно-територіальний поділ
На території району 6 сільських поселення:
| Поселення                          | Площа, км² | Населення, осіб (2002) | Населення, осіб (2010) | Населення, осіб (2019) | Центр           | Населені пункти |
| ---------------------------------- | ---------- | ---------------------- | ---------------------- | ---------------------- | --------------- | --------------- |
| Александровське сільське поселення | 8797,22    | 8125                   | 7311                   | 6787                   | Александровське | 2               |
| Лукашкин-Ярське сільське поселення | 1395,43    | 633                    | 413                    | 368                    | Лукашкин Яр     | 2               |
| Назінське сільське поселення       | 1450,65    | 525                    | 403                    | 387                    | Назіно          | 1               |
| Новонікольське сільське поселення  | 1236,47    | 348                    | 252                    | 181                    | Новонікольське  | 1               |
| Октябрське сільське поселення      | 991,06     | 302                    | 194                    | 122                    | Октябрський     | 1               |
| Сєверне сільське поселення         | 579,04     | 203                    | 113                    | 76                     | Сєверний        | 2               |

## Найбільші населені пункти
Населені пункти з чисельністю населення понад 1000 осіб:
| № | Населений пункт | Населення, осіб (2002) | Населення, осіб (2010) |
| - | --------------- | ---------------------- | ---------------------- |
| 1 | Александровське | 7 976                  | 7 211                  |